# Campanula kolenatiana
Campanula kolenatiana là loài thực vật có hoa trong họ Hoa chuông. Loài này được C.A.Mey. ex Rupr. mô tả khoa học đầu tiên năm 1867.